# Wielkie Jeziora Afrykańskie

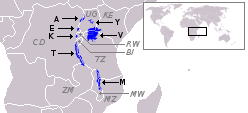
A – Jezioro Alberta
E – Jezioro Edwarda
K – jezioro Kiwu
T – jezioro Tanganika
V – Jezioro Wiktorii
M – jezioro Malawi (Niasa)

Wielkie Jeziora Afrykańskie – nazwa używana w stosunku do skupiska jezior w Afryce Wschodniej, które wypełniają tektoniczne zagłębienia Wielkich Rowów Afrykańskich. Nazwa ta została nadana na wzór Wielkich Jezior Północnoamerykańskich. Zazwyczaj, gdy mowa o Wielkich Jeziorach Afrykańskich, chodzi o następujące jeziora:
- Jezioro Alberta – 5,6 tys. km²
- Jezioro Edwarda – 2,3 tys. km²
- Jezioro Wiktorii – 68 tys. km²
- Kiwu – 2,6 tys. km²
- Tanganika – 34 tys. km²

Niektórzy za Wielkie Jeziora Afrykańskie uznają tylko trzy pierwsze, które leżą w dorzeczu Nilu, podczas gdy pozostałe dwa odwadniane są przez dopływy rzeki Kongo. Inni włączają do tej piątki położone bardziej na południe jezioro Niasa.

## Region Wielkich Jezior
Termin ten używany jest także (obok terminu Międzyjezierze) w odniesieniu do regionu wokół tych jezior, w skład którego wchodzą Rwanda, Burundi, Uganda oraz części Demokratycznej Republiki Konga, Tanzanii i Kenii.
Region Wielkich Jezior Afrykańskich stanowi jeden z najgęściej zaludnionych obszarów tego kontynentu. Ocenia się, że zamieszkuje go około 107 mln osób. Zawdzięcza to głównie żyznym powulkanicznym glebom oraz korzystnemu wyżynnemu klimatowi, który chroni go od niektórych chorób.